# 阿戈西冰川
83°8′S 157°35′E / 83.133°S 157.583°E
阿戈西冰川（英語：Argosy Glacier）是南極洲的冰川，位於奧次地，全長30公里，流經米勒嶺，最終注入馬爾什冰川，由新西蘭探險隊繪入地圖，現時由南極條約體系管理。